# Culture de la céramique imprimée
La culture de la céramique imprimée correspond à la première culture du Néolithique de plusieurs régions du bassin méditerranéen. Elle doit son nom au décor des poteries qui consistent en des motifs imprimés sur la pâte avant la cuisson,,.
Ne sont évoqués ici que les premiers aspects de cette céramique et non ses évolutions postérieures qui permettent dans la plupart des régions de définir de nouvelles cultures.

## Origines et développement
Les premières attestations de la céramique imprimée se trouvent au Proche-Orient, notamment dans le Levant. Elle apparaît dans des sites datés de la seconde moitié du 7e millénaire av. J.-C., par exemple à Byblos (Jbeil) et  Ougarit (Ras Shamra).
Cette céramique est présente à partir de 6100-6000 av. J.-C. dans de nombreux sites du bassin égéen mais presque toujours dans des proportions marginales par rapport aux autres styles de poteries. Dans ces derniers, on ne parle donc pas d'une véritable culture à céramique imprimée. Cette définition est réservée aux sites dans lesquels la poterie présentant un tel décor constitue la majorité ou la totalité des productions céramiques. 
On la retrouve dans le site de Sidari sur l'île grecque de Corfou dans la mer Ionienne vers 6200 av. J.-C.,,,. À partir de 6000-5900 av. J.-C., elle apparaît dans des sites proches des côtes en Italie du sud et en Sicile et dans le sud de la Dalmatie, ainsi qu'en Albanie.
Vers 5800-5700 av. J.-C., elle est attestée dans des sites de Ligurie, du Languedoc et de Catalogne, ainsi que dans le centre-nord de la Dalmatie.
Dans toutes ces régions, les formes et les décors de la céramique évoluent dans des styles régionaux, parfois très rapidement, par exemple au moins dès 5700 av. J.-C. en Italie du Sud.

## La culture de la céramique imprimée et la migration d'agriculteurs-éleveurs en Méditerranée occidentale
Dans les régions du centre et de l'ouest du Bassin méditerranéen, le développement de la culture de la céramique imprimée correspond aux premières phases du Néolithique.
Sa diffusion par voie maritime indique qu'elle est l’œuvre de populations migrantes maîtrisant la navigation et possédant des embarcations de taille suffisante pour pouvoir transporter sur des distances importantes les animaux domestiques. Il a en effet été démontré que les bovins, les chèvres et les moutons qui apparaissent dans les sites de ces régions ne sont pas issus des espèces sauvages européennes mais sont directement issus des espèces domestiquées au Proche-Orient plusieurs siècles plus tôt,. Il en est de même pour les plantes cultivées dans ces premiers villages agricoles.
Le modèle de diffusion de la culture de la céramique imprimée est dit en « sauts de grenouille » : les villages, fondés d'abord à peu de distance des côtes, sont souvent distants les uns des autres de plusieurs dizaines de kilomètres. 
Les différences observées dans la taille effective de la population entre les groupes continentaux (courant danubien) et méditerranéens pourraient être liées aux modalités de migration. Les groupes d'agriculteurs en expansion du courant méditerranéen ont probablement dû faire face à divers défis le long du littoral, y compris ceux de la navigation (par exemple, la capacité limitée des embarcations ou la dépendance aux courants maritimes), ce qui aurait pu réduire la taille initiale de la population et augmenter les effets fondateurs.
Le rôle des populations locales de chasseurs-cueilleurs mésolithiques dans le processus de développement de la culture à céramique imprimée et donc dans le développement de l'agriculture et de l'élevage semble être très variable selon les régions considérées : il est sans doute marginal dans tout le sud de l'Italie, et probablement plus important en Italie du Nord et dans le sud de la France.

## L'agriculture et l'élevage
Les espèces domestiques sont dominées par les moutons et les chèvres. Les bovins sont également attestés. Les porcs ne représentent qu'une fraction limitée de ces animaux domestiques, par exemple à Torre Sabea dans le sud de l'Italie. Dans ce dernier site, si on considère la quantité de viande que peuvent fournir les différentes espèces, ce sont les bovins qui dominent (60 % de la viande consommée dans le site).
Dès le départ, le lait des chèvres a été exploité,.
La chasse constitue toujours un apport minimal dans les espèces consommées par les populations de cette culture.
Les cultures sont dominées par les céréales, notamment l'orge (Hordeum vulgare), le blé amidonnier (Triticum dicoccum), le froment (Triticum aestivum). Des légumineuses, comme les lentilles (Lens culinaris), sont présentes.

## Les villages et l'occupation du territoire
Les villages associés à la culture de la céramique imprimée sont de dimensions très limitées. Dans tous les cas, il s'agit tout au plus de quelques structures qui ne devaient accueillir que quelques familles.
Ils sont fondés dans des zones favorables au développement de l'agriculture et de l'élevage.
Des grottes sont également fréquentées, au moins de manière occasionnelle, dans la plupart des régions, par exemple dans le sud de l'Italie.

## Des réseaux d'échanges et des artisanats spécialisés très rapidement mis en place
À de rares exceptions, comme le village de Favella en Calabre qui semble assez isolé, les villages des agriculteurs-éleveurs de la culture de la céramique imprimée sont intégrés à des réseaux de grande ampleur. 
L'obsidienne des îles de Palmarola et de Lipari est distribuée jusque dans le sud de la France et dans le sud de l'Italie,. Elle est débitée sur place par pression au moins dans une partie des sites, par exemple à Portiragnes dans l'Hérault.
Dans le sud de l'Italie, dans la petite péninsule du Gargano le silex est exploité sous la forme de mines avec des galeries et des chambres souterraines,. Le silex extrait est distribué sur une grande partie de l'Italie du Sud. Il est possible que, dès cette période, il soit débité sous la forme de grandes lames par pression au levier.
Les haches polies sont parfois réalisées dans des roches venues de régions lointaines.

## La céramique
La céramique imprimée évoquée ici est celle qui correspond au style A défini par Müller. Les décors d'impressions et d'incisions sont très simples, ne forment aucune figure, et se répartissent sur toute la surface des vases. Ils sont réalisés par différentes techniques : les potiers ont parfois utilisé des poinçons, parfois les décors sont réalisés par des coups d'ongle et des pincements dans la pâte et dans certains cas ils sont réalisés grâce à une coquille de cardium. La pâte est assez grossière.

## L'outillage en roche taillée
Les outils en roche taillée sont relativement variés. Des microlithes sont présents dans plusieurs sites, par exemple dans le sud de la France à Peiro Signado  (Portiragnes). Ils sont réalisés par la technique du microburin. Ces éléments sont évocateurs de traditions mésolithiques.
Les faucilles sont réalisés sur des segments de lames emmanchés transversalement dans des supports en matière périssable.

## Les productions artistiques et les activités rituelles
Les pratiques funéraires dans la culture de la céramique imprimée ne sont pas documentées à ce jour.
Des figurines en terre-cuite représentant des femmes de façon très schématiques ont été découvertes dans plusieurs sites dans le sud de l'Italie,.
Des éléments de parure (perles, colliers...) sont attestés dans plusieurs villages,

## Les cultures issues de la culture de la céramique imprimée
- culture cardiale (France, Corse, régions tyrrhéniennes du centre et du nord de la péninsule italienne, côte méditerranéenne de l'Espagne).
- culture de Guadone (sud de l'Italie).
- culture de Stentinello (Sicile, centre-sud de la Calabre).